# Производственный корпус с водонапорной башней товарищества «Братья Н. и В. Леонтьевы и Ко»
Производственный корпус с водонапорной башней товарищества «Братья Н. и В. Леонтьевы и Ко» — памятник промышленной архитектуры начала XX века в Санкт-Петербурге. Находится на Петроградской стороне, по адресу Пионерская улица, дом 50 литера Г (фактическое расположение — в глубине квартала на углу Ждановской и Новоладожской улиц). Авторы проекта: гражданский инженер И. И. Герасимов (1911) и архитектор М. Е. Сунцов (1915). Единственные сохранившиеся фрагменты Ленинградского государственного машиностроительного завода «Вулкан». Объект культурного наследия регионального значения.

## История объекта

### История участка и строительство
В начале XIX века на этом месте итальянским купцом Каттани была построена первая фабрика. Позже здесь появилась ситцевая фабрика купцов Леонтьевых, фамилия которых дала название мысу между реками Ждановкой и Малой Невкой — Леонтьевский мыс. За фабрикой на берегу Малой Невки в начале XIX века располагался участок купца Котенкампфа, позже владельцем стал барон Розенберг. Долгое время на участке ничего не строили. В 1910 году на этом месте был разбит парк.
Началом возникновения завода «Вулкан» стала фабрика купца Сиверса, построенная в 1879 году. В 1897 году здесь был построен завод по изготовлению керосиновых двигателей фирмы Яковлева. В 1907 году он был куплен АО «Гольстрем и Тунельд» и назван «Вулкан», в конце 1912 г. переименован в Петроградский механический и литейный завод «Вулкан».
Здание было перестроено в 1911 и достроено в 1915 годах.
Завод был национализирован постановлением ВСНХ от 23 мая 1918 г. До 1926 года был законсервирован. В 1927 г. объединён с медно-котельным заводом «Часовой революции» и переименован в Ленинградский медно-котельный, литейный и механический завод «Вулкан» областного государственного треста Ленинградских заводов массового производства «Тремасс».
В 1962 году завод получил название Ленинградский государственный машиностроительный завод «Вулкан» Ленинградского Объединения по производству машин для легкой промышленности Ленсовнархоза (Ленинград), с 14 сентября 1962 г. вошёл в состав Ленинградского объединения им. Карла Маркса.
С момента своего создания завод выпускал кузнечные горны, бензиновые и керосиновые двигатели, газогенераторы, паровые машины, котлы. С 1914 г. — снаряды, мины, корабельное оборудование. В советское время специализировался на автомобильном и сельскохозяйственном машиностроении.
С 1996 года завод прекратил работу, сотрудники предприятия были уволены.

### Современный статус
В настоящий момент от завода остался корпус с водонапорной башней. Он находится на территории жилого комплекса «Премьер Палас». В 2014 году распоряжением КГИОП № 10-29 признан памятником архитектуры и включен в Единый государственный реестр объектов культурного наследия (памятников истории и культуры) народов Российской Федерации.